# St.-Katharinen-Kirche (Rethmar)

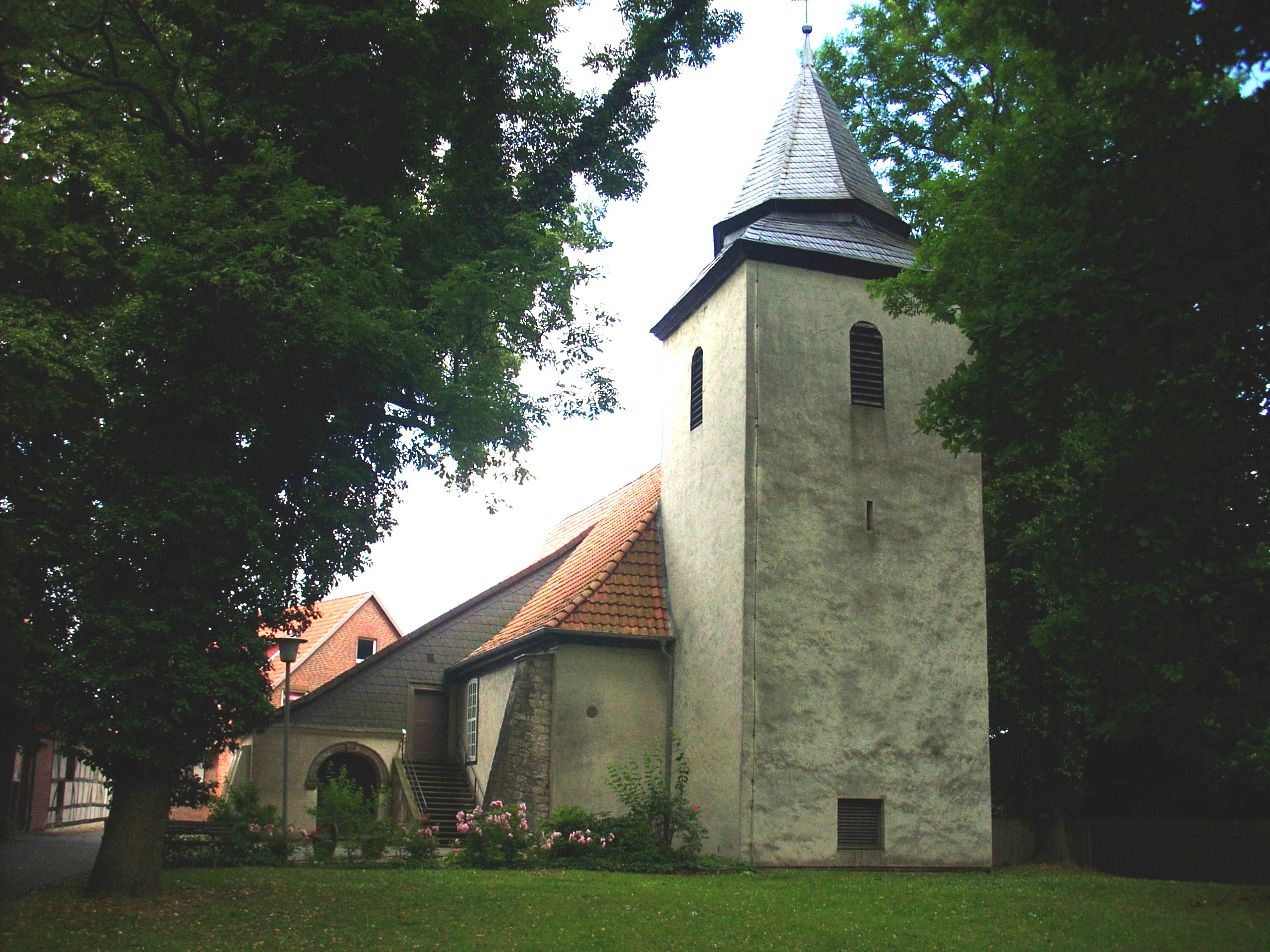
St.-Katharinen-Kirche

Die evangelisch-lutherische denkmalgeschützte St.-Katharinen-Kirche steht in Rethmar, einem Ortsteil der Stadt Sehnde in der Region Hannover von Niedersachsen. Die Kirchengemeinde gehört zum Kirchenkreis Burgdorf im Sprengel Hannover der Evangelisch-lutherischen Landeskirche Hannovers.

## Beschreibung
Die Saalkirche wurde im späten Mittelalter aus Bruchsteinen gebaut. Im Laufe der Jahrhunderte wurden mehrfach bauliche Veränderungen vorgenommen. 1983/84 wurde die Kirche verputzt. Sie hat einen quadratischen Kirchturm im Westen, ein Langhaus mit drei Jochen und einen kurzen Chor mit dreiseitigem Abschluss im Osten. Der große, zweigeschossige Anbau an der Nordseite wurde um 1600 als Mausoleum für die Familie von Eltz angelegt, in dem sich der Sarg des Philipp Adam zu Eltz befindet. Er dient heute bei Bestattungen als Leichenhaus. Der Anbau ist durch große Rundbogentüren nach außen und zum Kircheninnern geöffnet. In der 1. Hälfte des 18. Jahrhunderts wurde der Innenraum barockisiert. 1716 wurde der achtseitige schiefergedeckte Helm aufgesetzt, wie die Jahreszahl 1717 auf dem Windrichtungsgeber bezeugt. An der Wand des Langhauses zum Turm ist ein Grabstein aus dem Jahr 1597 eingelassen, hinter der sich die Gruft derer von Rautenberg befindet, die im Gewölbe des Kirchturms untergebracht ist. Das Portal im Norden ist mit 1724 datiert. Der Innenraum ist mit einem hölzernen Spiegelgewölbe überspannt. Eine Empore verläuft an der West- und Nordseite. Die Kirchenausstattung des 18. Jahrhunderts wurde im Wesentlichen bewahrt. Der große Kanzelaltar aus dem Jahr 1774 hat einen leicht geschwungenen Grundriss und ist mehrschichtig gegliedert.